# Олександрівка (Павлоградський район)
Олекса́ндрівка — село в Україні, у Вербківській сільській громаді Павлоградського району Дніпропетровської області. Населення за переписом 2001 року становить 320 осіб. До 2020 орган місцевого самоврядування — Олександрівська сільська рада.

## Географія
Село Олександрівка знаходиться на правому березі річки В'язівок, недалеко від її витоків, нижче за течією на примикає село Сергіївка, на протилежному березі — село Оленівка. Річка в цьому місці пересихає, на ній зроблена загата.

## Історія
Перша письмова згадка про це поселення датується 1712 р. Стосовно назви села існує така версія: було два брати — поміщики Ананій Петрович Стрюков і Олександр Петрович Стрюков, який мав військове звання генерала. Олександру Петровичу і належало село. Спочатку називали Стрюкове, а пізніше — Олександрівкою.
1886 року тут мешкало 526 осіб, було 87 дворів, волосне правління, 1 православна церква. Слобода Олександрівка (також за царату називалася Струківка, Струкова) була центром Олександрівської волості Новомосковського повіту.
Під час організованого радянською владою Голодомору 1932—1933 років померло щонайменше 212 жителів села.

## Економіка
- ТОВ «Агро Світ».

## Заклади соціально-культурної сфери
- Олександрівська загальноосвітня школа І-ІІІ ступенів;
- Олександрівський ФП.

## Інтернет-посилання
- Погода в селі Олександрівка